# Dorea longicatena
Dorea longicatena es una especie de bacteria grampositiva del género Dorea. Fue descrita en el año 2002. Su etimología hace referencia a cadena larga. Es anaerobia estricta e inmóvil. Tiene un tamaño de 0,5-0,6 μm de ancho por 2-4,3 μm de largo. Crece en cadenas de 4-200 células. Forma colonias blancas, circulares, convexas, lisas y no hemolíticas. Catalasa y oxidasa negativas. Se ha aislado de heces humanas. 